# SN 2002kg
SN 2002kg – niepotwierdzona supernowa typu IIn? odkryta 26 października 2002 roku w galaktyce NGC 2403. W momencie odkrycia miała maksymalną jasność 19,00m.